# Vješanje
Vješanje označava davljenje pri kojemu se koristi težina samoga sebe, uz pomoć predmeta (omča) koji je toj osobi omotan oko vrata, izazivajući pritisak na dišne puteve i vratne arterije. Vješanje u pravilu za cilj ima izazvati smrt obješene osobe, te je kroz povijest bilo jedna od najčešćih metoda pogubljenja, a u današnjem svijetu predstavlja najčešći oblik samoubojstva. U rijetkim slučajevima može biti posljedica nesretnoga slučaja, a kao jedan od primjera se često navodi autoerotska asfiksija.

## Vanjske poveznice
- Ozljede pri vješanju i davljenju (engl.) emedicine.com